# Amonioleucita
L'amonioleucita és un mineral de la classe dels silicats, que pertany al grup de les zeolites. Rep el seu nom per la seva composició química i la seva relació amb la leucita.

## Característiques
L'amonioleucita és un silicat de fórmula química (NH₄)(AlSi₂O₆). Cristal·litza en el sistema tetragonal. Acostuma a trobar-se en forma de petits agregats que reemplacen els cristalls d'analcima. La seva duresa a l'escala de Mohs es troba entre 5,5 i 6.
Segons la classificació de Nickel-Strunz, l'amonioleucita pertany a «09.GB - Tectosilicats amb H₂O zeolítica, amb cadenes de connexions senzilles de 4-enllaços» juntament amb els següents minerals: analcima, hsianghualita, litosita, leucita, pol·lucita, wairakita, kirchhoffita, laumontita, yugawaralita, roggianita, goosecreekita, montesommaïta i partheïta.

## Formació i jaciments
Es troba en petites venes, fractures i cavitats en els esquistos cristal·lins alterats hidrotermalment, com el reemplaçament pseudomórfico dels cristalls d'analcima. Sol trobar-se associada a altres minerals com l'analcima i la dolomita. Va ser descoberta l'any 1986 a Tatarazawa, Fujioka, a la prefectura de Gunma (Regió de Kanto, Honshū, Japó).